# Lampronia standfussiella
Lampronia standfussiella là một loài bướm đêm thuộc họ Prodoxidae. Nó được tìm thấy ở miền trung Europe, bao gồm Anpơ, Đức, Áo và Ba Lan, phía bắc đến Phần Lan và Thuỵ Điển và miền bắc Nga.
Sải cánh dài 9–13 mm. 
Ấu trùng ăn Rosa. Ấu trùng được ghi nhận xuất hiện ở Rosa majalis và Ribes spicatum.